# Ли Гуобанг
Ли Гуобанг (кин: 李国邦 , 1. октобар 1951) кинески је дипломата.
Рођен је у Унутрашњој Монголији. Био је амбасадор Народне Републике Кине у Хрватској (1997–2000), Украјини (2000–2003), Србији и Црној Гори (2003–2006), Србији (2006–2008) и Кипру (2009–2012).
Заједно са тадашњим председником Борисом Тадићем, учествовао је у "Школи пријатељства" на Тари, са малишанима из Србије, Републике Српске и Косова и Метохије. У посету српској деци дошао је са групом деце из Шангаја и у име Кине школи донирао 15 хиљада евра.